# Jamshid Amouzegar

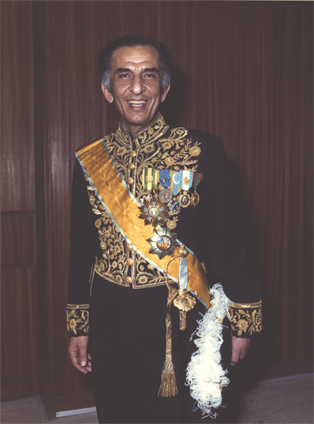

Jamshid Amouzegar luisterⓘ; (Teheran, 25 juni 1923 – Maryland, 28 september 2016) was een Iraans politicus.
Amouzegar studeerde rechten en bouwkunde aan de Universiteit van Teheran. Tijdens de Tweede Wereldoorlog studeerde hij in de Verenigde Staten en was wetenschapper. In 1955 werd Amouzegar viceminister van Volksgezondheid en van 1964 tot 1965 was hij minister van Arbeid en Volksgezondheid. In het kabinet-Hoveida (1965-1977) was hij minister van Financiën. In 1974 werd hij minister van Binnenlandse Zaken.
In maart 1975 werd Amouzegar samen met tien andere olieministers van OPEC gegijzeld door terrorist Carlos de jakhals. Pas nadat ze naar Algerije waren gevlogen werden Amouzegar en zijn Saoedische collega Ahmed Zaki Yamani als laatsten vrijgelaten (zie: OPEC-gijzeling).
In 1976 werd dr. Amouzegar voorzitter van de Herrijzenispartij, de enig toegestane partij. In augustus 1977 werd Amouzegar premier van Iran. Hij nam impopulaire maatregelen om de oververhitte economie te controleren. In augustus 1978 dwongen ongeregeldheden hem de noodtoestand uit te roepen in de stad Isphahan, waarna de sjah hem verving door Jafaar Sharif-Emami.
Na de machtsovername door Khomeini in 1979 week hij uit naar de Verenigde Staten.
Hij overleed daar op 93-jarige leeftijd.
- Gemeinsame Normdatei: 1114933783
- Library of Congress Control Number: n2003070323
- Virtual International Authority File: 21518918
- WorldCat: E39PBJj8XYYXvpgwwP4VrQpwYP